# Abbandonata
Abbandonata (Las abandonadas) è un film messicano del 1945 diretto da Emilio Fernández.

## Trama
Margarita ha sposato Julio senza il consenso del padre, ma tornata a casa scopre che il marito aveva già un'altra donna e viene cacciata di casa. Inizia a lavorare come lavandaia ma per mantenere il figlio decide di lavorare in un bordello.
Qui viene notata da Juan Gomez, un militare che la tratta come una vera signora. Alle soglie delle nozze si scopre che Juan Gomez è a capo di una banda di rapinatori e che si era impadronito dell'identità del vero militare morto durante un combattimento. 
La donna viene condannata a 8 anni di prigione come complice e il figlio viene rinchiuso in un collegio, seguito però da Gualupita, una sorta di tata che non può raccontargli la verità.
Scontata la pena Margarita esce di galera, ma scopre che il figlio non si ricorda più di lei. Saputo poi che il direttore del collegio ha in mente per lui una brillante carriera di avvocato, decide di non rivelare la sua identità e torna nei bordelli per raccogliere i soldi necessari a completare la sua istruzione.
Anni dopo, al primo grande processo contro una donna accusata di aver ucciso il marito, il giovane con una accorata difesa riesce a scagionarla, e Margarita si rende conto di aver realizzato il suo sogno: il figlio è diventato un grande uomo.

## Realizzazione
La lavorazione del film fu alquanto travagliata, il regista infatti approfittando dell'infermità del produttore (che sarebbe morto di lì a poco) intervenne con mano decisa sul soggetto.
Il costo elevato della pellicola è da attribuire al magnifico guardaroba preparato per la protagonista dallo stilista Royer. 
Dato che la storia si svolgeva durante gli anni della rivoluzione la censura cercò di bloccare il film una volta terminato ma vari giornalisti intervennero contro questa presa di posizione segnalando l'assurdità di proibire un film la cui sceneggiatura era stata autorizzata dalle stesse autorità.

## Riconoscimenti
Per questo ruolo la protagonista si vide attribuire nel 1947 il Premio Ariel come migliore attrice, l'equivalente messicano del Premio Oscar, alla sua prima edizione.